# Lissomma
Lissomma là một chi bướm đêm thuộc họ Geometridae.